# Меморандум про взаєморозуміння між Фінляндією та НАТО
Меморандум про взаєморозуміння між Урядом Фінляндської Республіки та Виконавчим штабом Командувача штабу трансформації Організації Північноатлантичного договору та Операційного штабу Організації Північноатлантичного договору щодо надання підтримки приймаючої країни для виконання операцій/навчань НАТО аналогічна військова діяльність (англ. Memorandum of understanding (MOU) between the government of the Republic of Finland and Headquarters, Supreme Allied Commander Transformation as well as Supreme Headquarters Allied Powers Europe regarding the provision of Host Nation Support for the execution of NATO operations / exercises / similar military activity є Меморандум про взаєморозуміння між Фінляндією та військовим альянсом НАТО.
Метою протоколу є «встановлення оперативних принципів і процедур для створення баз і надання підтримки приймаючою країною сил НАТО країни перебування або підтримуваних країною перебування сил НАТО під час військових операцій НАТО». Протокол призначений як основа для планування. Сторони вирішують його практичне застосування в кожному конкретному випадку. Протокол визначає умови, за яких Фінляндія, як країна перебування, може запропонувати військам підтримку, інформацію та захист.
У липні 2014 року президент Нііністе та міністерський комітет із зовнішньої політики вирішили, що Фінляндія підпише меморандум про взаєморозуміння з Північноатлантичним оборонним альянсом НАТО.
Від імені Фінляндії протокол був підписаний командувачем сил оборони Ярмо Ліндбергом 4 вересня 2014 року. У той же час Швеція також підписала власний протокол з НАТО.
Меморандум про взаєморозуміння складено англійською мовою, а його текст зберігається в державному регуляторному банку даних Finlex.  <a href="./Міністерство_закордонних_справ_(Фінляндія)" rel="mw:WikiLink" data-linkid="undefined" data-cx="{&amp;quot;userAdded&amp;quot;:true,&amp;quot;adapted&amp;quot;:true}">Міністерство закордонних справ</a> підготувало фінський переклад меморандуму про взаєморозуміння.